# 戲劇

喜劇和悲劇的面具

戏剧（英語：drama）是演員將某個故事或情境，以對話、歌唱或動作等方式所表演出來的藝術。戏剧有四個元素，包括了「演員」、「故事（情境）」、「舞台（表演場地）」和「觀眾」。「演員」是四者當中最重要的元素，他是角色的代言人，必須具備扮演的能力，戲劇與其他藝術類最大的不同之處便在於扮演了，透過演員的扮演，劇本中的角色才得以伸張，如果拋棄了演員的扮演，那麼所演出的便不再是戲劇。
即使在動畫、木偶戲、皮影戲等沒有演員現身的戲劇中，演員不過是隱藏在觀眾的視覺之外的地方演出。
戏剧的表演形式多种多样，常见的包括话剧、歌剧、舞剧、音乐剧、木偶戏等。由于文化背景的差别，不同文化所产生戏剧形式往往拥有独特的传统和程式，比如西方歌剧、中国戏曲、印度梵剧、日本能劇、歌舞伎等。
戏剧的起源實不可考，目前有多种假说。比较主流的看法有二：一為原始宗教的巫术仪式。比如在上古汉语中，“巫”、“舞”、“武”三字可能同源（上古汉语拟音分别为：/*ma/，/*maʔ/，/*maʔ/）。其有可能是对一种乞求战斗胜利的巫术活动的合称，即戏剧的原始形态。另一為劳动或庆祝丰收时的即兴歌舞表演，这种说法主要依据是古希腊戏剧被认为起源于酒神祭祀。
现代的戏剧观念强调舞台上下所有演出元素统一表现以实现綜合的艺术效果。演出元素包括演员、舞台、道具、燈光、音效、服裝、化妆，以及劇本、導演等的一切總稱。
也包括台上演出與台下互動的關係（一般称为“观演关系”）。
文学上的戏剧概念是指为戏剧表演所创作的脚本，或稱之為剧本。

## 詞源
中文戲劇一詞的字源來自於「南戲北劇」的合稱，戲指的是戲文，劇指的是雜劇，是在元代以前在中國南方與北方不同的政局與文化環境下，所形成的不同表演藝術，將兩者合稱則是明代以後才出現的用法。
世界各國語文中與「戲劇」一詞將近的詞彙囊括的範圍不一，例如在印度文中的lila一詞除了是戲劇之外，也包含舞蹈、運動競賽等意義。但是幾乎世界各國語文中與「戲劇」相關的詞彙，幾乎具備與「遊戲」類似的意義，例如在英文中將一部劇作稱為是play（通常指有剧本有对白的戏剧）。中文中「戲劇」的「戲」，也帶有「遊戲」的意義。
世界上三種古老戲劇文化，包括希臘的悲劇和喜劇、印度的梵劇及中國的戲曲。

## 西方戲劇的诞生

### 希臘時期
西方戏剧的曙光，普遍认为是古希腊悲剧，而古希腊悲剧则是源于古希腊雅典城邦，在公元前5世紀，在神戴歐尼修斯的慶祝典禮上，舉行過戲劇比賽。在祭典中，人們扮演戴歐尼修斯，唱“戴神頌”，跳“羊人舞”（羊是代表戴歐尼修斯的動物）。古希腊悲剧都是诗剧，严谨古雅、庄重大气。表演时有歌队伴唱，史实表明歌队先于演员存在。关于这个起源，也可以参考德国哲学家尼采的早期哲学著作《悲剧的诞生》。
其中有五位古希臘戲劇作家十分有名，他們的作品雖然只有一小部分，但是仍保留到到今天。埃斯庫羅斯的歷史悲劇「波斯人」是現存最古老的戲劇，它在公元前472年的城市酒神節比賽中獲得首獎，但埃斯庫羅斯花了超過25年致力於這份劇本。
悲劇戲劇家呈現戲劇的四部曲的方式，通常包括三個悲劇和一個羊人劇。喜劇從487到公元前486年的比賽中正式受到肯定。連環劇作家在城市酒神節比賽（在伯羅奔尼撒戰爭期間有減少），會提供一個單一的喜劇。古希臘喜劇劃分為“舊喜劇”（公元前5世紀），“中間的喜劇“（公元前4世紀）和”新喜劇“（公元前2世紀至4世紀）。
雅典的戲劇文化可分為三種風格：悲劇、喜劇、和撒特劇。
(1) 悲劇：探討自由意志與神諭命定對立等宗教、哲學議題。參考：Sophocles《伊底帕斯王》。
(2) 喜劇：古典時期的舊喜劇多議論當代社會、時政及文學、哲學思潮。參考：Aristophanes《利西翠妲》。希臘化時期的新喜劇則更為寫實，以浪漫的家庭糾葛為題材 。參考：Menander 《壞脾氣的老人》
(3) 撒特劇：以之前上演的悲劇或神話故事為題材，旨在透過撒特歌隊嘲諷擔任主角的貴族或神祇。

### 羅馬時期
希臘戲劇繼續在整個羅馬時期進行的，在公元前240標誌著定期羅馬戲劇的開端。古羅馬時期的娛樂活動相當豐富多元，除了官方支持的正規戲劇以及形制短小的亞提拉鬧劇、優劇、默劇之外，還包含了雜耍、賽車、賽馬、水戰、獸鬥...等訴諸感官刺激的娛樂競技。這些誇奇、腥膻的活動一方面反映出古羅馬觀眾的口味，一方面也影響了正規戲劇的風格。
古羅馬藉由取消歌舞隊、將音樂打散至全劇，並以「直接演出」而非以「敘述」、「歌唱」方式來鋪陳戲劇情節，使戲劇性獲得進一步開展，建立西方劇場話劇傳統的雛型。此外，並有將戲劇區分為五幕的慣例。
戲劇類型大致可分為喜劇、悲劇。
(1) 喜劇：以家庭糾葛或角色性格為題材，而所有的戲劇活動一律發生在街上。Plautus 的作品巧用誤認模式，動作性大於語言性，趨近於鬧劇風格，如《美納柯米》；而 Terence 的作品善用雙線結構突顯角色間的差異，戲劇喜感是語言多於動作，可歸類為浪漫喜劇的範疇，如《兄弟》。
(2) 悲劇：Seneca 的悲劇多取材自希臘悲劇，但文藻疊麗、富道德意識；劇中人經常在強烈的動機驅使下做出極端的行為，而戲劇動作充斥著駭人聽聞的暴行與天人交感的異象，挑動觀眾感官。

## 中國戲劇的源流
就西方的定义来说，中国没有「话剧」的传统。不过一般在讨论中国戏剧时，若不以严格的定义划分，中国古代的戏曲应归入戏剧的大类。
中国戏曲的根源在可以追溯到先秦到汉代的巫祇仪式，但是宋代南戏的发展才有了完备的戏剧文本创作，现存最早的中国古代戏剧剧本是南宋时的《张协状元》。元代时以大都、平阳和杭州为中心，元杂剧大放异彩。后世形成了诸多戏曲形式，也就是各剧种。明代起源於蘇州的昆曲经过发展，首先得到士族大夫的追捧和喜爱，他们大量创造剧本，不断修改曲谱，同时修正昆曲的戏剧理论，并使得传奇剧本成为一种新的主流文学形式。随后昆曲又得到晚明和清代宫廷皇室的喜爱，成为贵族生活的一部分，成为获得官方肯定的戏剧艺术，故称“雅”；而以各地方言为基础的地方戏，广受民间喜爱，则称“花”。于是在清代形成了“花雅之争”，实际上是戏曲共同繁荣的局面。这丰富了戏曲艺术的门类，也形成了各自的艺术特色。
近年來台灣的戲劇研究學者曾永義提出一套說法，認為在討論中國戲劇起源時，應該要區分“大戲”與“小戲”，大戲是成熟的戲曲，而小戲則是戲劇的雛型。大戲是在到了金元雜劇之後才發展完成，而之前的宋雜劇、唐代的代面、踏搖娘、缽頭、參軍戲、樊噲排君難等，都可列入小戲的行列，而中國在非常早之前，就有小戲。
中国在与近代西方有文化接触前，没有西方意义上的“戏剧”（主要指话剧）传统。中国传统的戏剧为一种有剧情的，“以歌舞演故事”的，综合音乐、歌唱、舞蹈、武术和杂技等的综合艺术形式，也就是戏曲曲艺。

## 类型
根据不同的分类标准，戏剧可以被分成不同的類型：
- 按容量大小，戏剧文学可分为多幕剧、独幕剧和小品。
- 按表现形式，可分为话剧、歌剧、舞剧、戏曲、默劇、舞台劇、電視劇、電影等。
- 按题材，大致可分为神话剧、历史剧、传奇剧、科幻剧、市民剧、愛情剧、社会剧、家庭剧、课本剧等。

• 按長度，現代媒體一般為短劇，單元劇，1~數集的劇場，在電視台一週連續數月播放的連續劇，類似MV或廣告片的網絡微電影，以及有完整主題意識跟故事在電影院上映的電影創作。
- 按戏剧冲突的性质及效果，可分为悲剧、喜剧、黑色喜剧和悲喜剧（正剧）。

不过最基本、使用最多的分类是悲剧、喜剧和悲喜剧，其中悲剧出现的时间早于喜剧：
- 悲剧冲突的实质：“历史的必然要求和这个要求在实际上的不可能实现的性質”。

• 悲剧：审美价值：“将人生有价值的东西毁灭给人看”。
- 喜剧：审美价值：“将那无价值的撕破给人看”。
- 悲喜剧（正剧）：将悲剧和喜剧“调解成为一个新的整体的较深刻的方式”。

有價值的戲劇是透過表演、各種題裁與創作，用濃縮的內容或設定來反映或呈現現實生活中可能與不可能的喜怒哀樂，進而深刻描述人生的悲歡離合或人類情感各階段的成長領悟，或對現時當下社會價值觀矛盾的探討，又或呈現現實人生中應對命運或無奈的現況，或以不存在或不可能的假設情況來嘗試可能發生或發展成的因果效應或後果而能引發觀眾的感動與省思...進而成為一種意識或感受或達到相當程度的娛樂效果！

## 文学
戏剧文本（即“剧本”）是一出戏剧的基本要素，是一台戏的先决条件。
剧本最重要的是能够被舞台上搬演。戏剧文本不算是艺术的完成，直到舞台演出之后（即“演出文本”）才是最终艺术的呈现。历代文人中，也有人创作过不适合舞台演出，甚至根本不能演出的剧本。这类的戏剧文本则称为案头戏（也叫书斋剧）现代戏剧中也出现了没有剧本的演出实例。
戏剧的文学本，在不演出的状态下，可以作为单独的文学样式欣赏。

## 表演艺术
隨著西方現代戲劇在導演以及演員训练體系上的实践，戲劇理论逐渐从戏剧文本的討論擴大到劇場整體，進而產生“場面調度”等新觀念。其中，比较著名的提法是20世纪70年代英国戏剧导演彼德·布鲁克在其专著《空的空间》（The Empty Space）中提出的观念：「一个演员，走过一个空荡荡的舞台，这就是一出戏的全部。」

### 必要条件
无论戏剧一词如何定义，只有满足以下的条件，才可视为一次戏剧活动。
1. 戏剧交流的四个参与者：觀眾、故事，演員、舞台
2. 观众与演员必须同时在场。（疫情時代出現線上觀演形式）
3. 戏剧事件发生在一定的时间与空间内。
4. 戏剧交流的话题是关于一个虚构世界中的事件，由演员扮演其中的人物。
5. 演员与观众共享一套“游戏规则”（即符号学中的信码代号）。
6. 戏剧事件是审美事件，参与者不仅关心故事世界的信息，也关心传达信息的形式。

### 演出的場所
只要是一個空間，便可以成為戲劇演出的場所，一般称为“剧场”。歷史上，有許多專門供戲劇活動使用的場所，有的在戶外、有的在室內。這些專供戲劇演出的場所包括劇場、戲院、舞台等。
在中國古代，所謂的舞台最早是用在歌舞儀式上，舞者進行儀式時所站的一塊以土推成的高台，隨著戲劇發展逐漸成熟，而出現了戲棚、戲台、戲亭、勾欄等演出場所。
西方戲劇的演出從希臘的露天劇場、古羅馬的圓形劇場（即“角鬥场”），發展到近世的“鏡框式舞台”，适合先锋实验戏剧演出的“黑匣子”（Black Box；或作黑盒、黑箱）、“小剧场”（Experimental Theater）等。

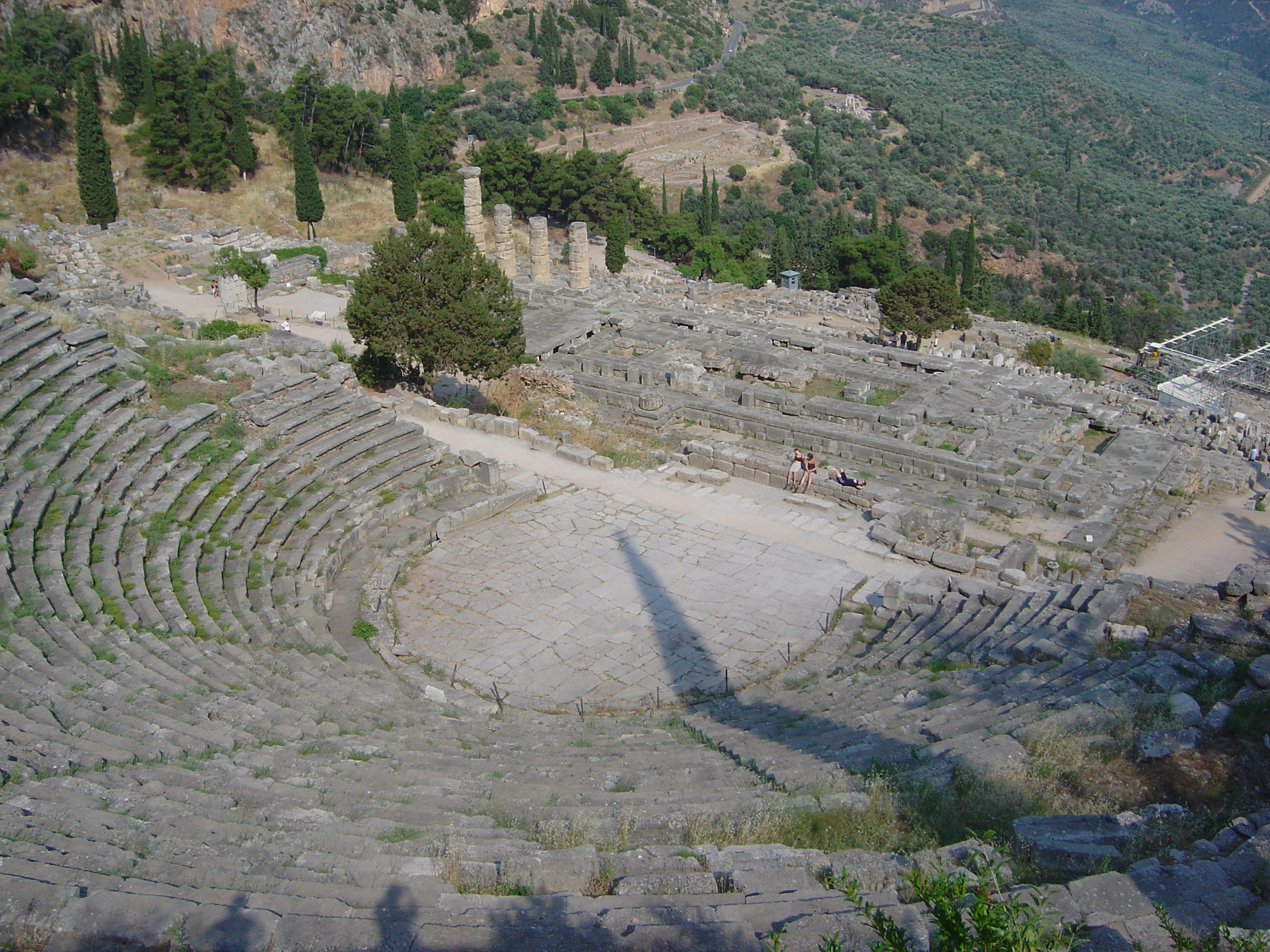
位於希臘的古代劇場
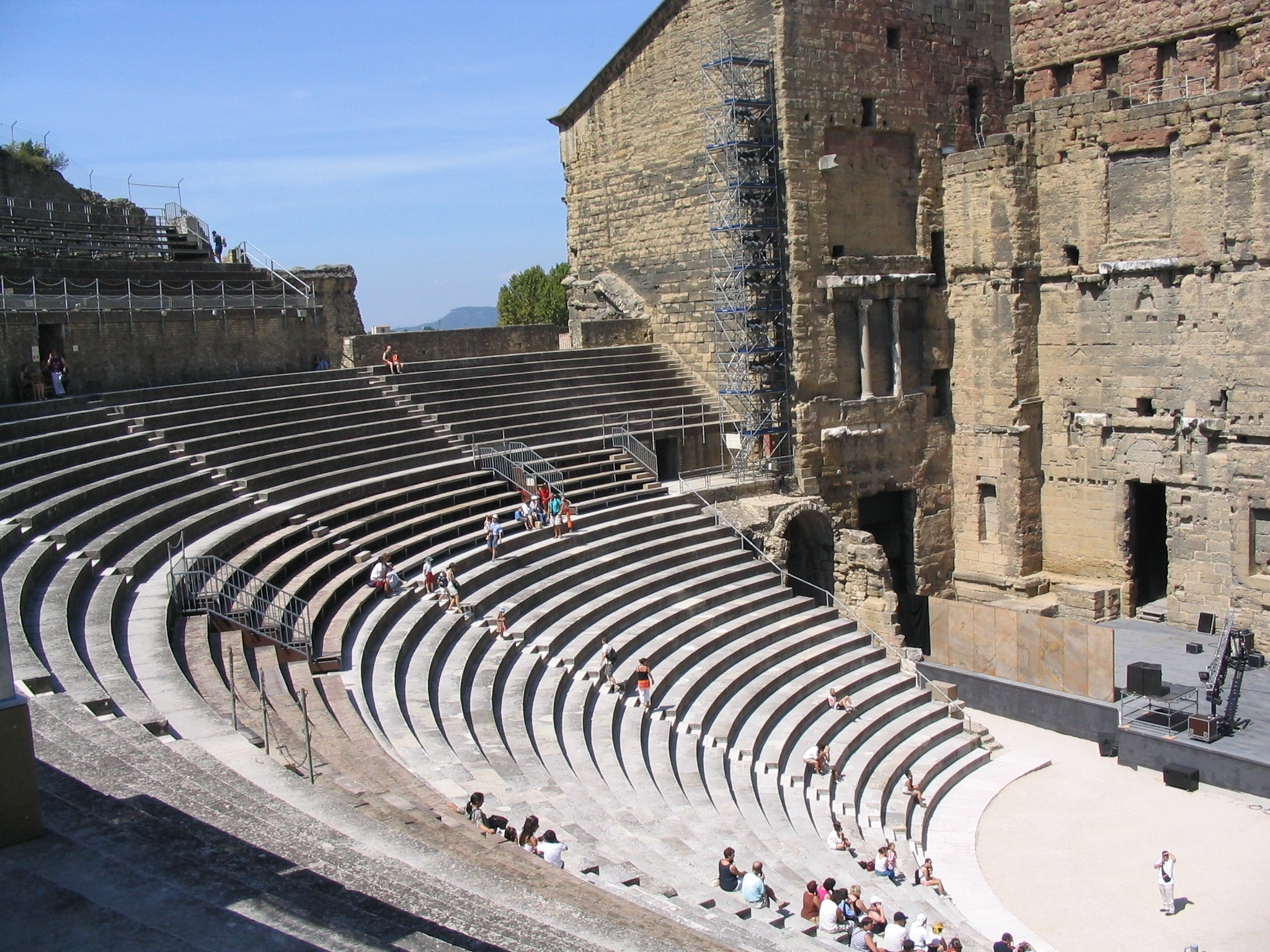
位於法國的羅馬劇場

### 表演者
目前多以演員稱呼戲劇中的表演者。在中國歷史上，還有許多稱呼戲劇表演者的稱呼，例如戲子、優伶、娼優、伶人、散樂等，而因為在中國過去戲劇的表演者身份並不高，這些稱呼許多也有著刻意貶損的意味，而以「娼」稱呼戲劇表演者，固然是因為表演者是歌者，但是在歷史上有長的時期戲劇表演與娼妓之間的確關係密切。
而戲劇表演者所組成的組織，多稱為戲團，過去多稱為是戲班，而如果是某一戶富有人家自己經營，為了自己的娛樂所訓練出的戲班，叫做家班，家班在明代之後普遍。

## 研究書目
- 孫惠柱：《戲劇的結構：敘事性結構和劇場性結構》（台北：書林出版有限公司，1993）。
- 孫惠柱：《第四堵牆：戲劇的結構與解構》（上海：上海書店出版社，2011）。
- 余秋雨：《世界戏剧学》（武汉：长江文艺出版社，2013）。
- 谭霈生：《论戏剧性》（北京：北京大学出版社，2009）。
- 董每戡：《西洋戲劇簡史》(台北市)。
- 《古希臘文學史》（上海譯文出版社，2007）。
- 陆润棠：〈中西戏剧的起源比较 （页面存档备份，存于）〉。

## 参看
- 藝術
- 劇場藝術
- 戲曲
- 曲藝
- 雜劇
- 南戲
- 話劇
- 布袋戲
- 崑劇
- 粵劇
- 京劇
- 古希臘戲劇
  - 古希臘悲劇
  - 古希臘喜劇
- 古希臘文學
- 古希臘戲劇
- 威廉·莎士比亞
- 電影
- 電視劇
- 類型 (藝術)